# Albert Wijuk Kojałowicz
Albert Wijuk Kojałowicz, né en 1609 à Kaunas (Lituanie) et décédé le 6 octobre 1677 à Varsovie (Pologne), est un prêtre jésuite et historien lituanien.

## Biographie
Albert Wijuk Kojałowicz est né à Kaunas, en Lituanie, en 1609 et entre à 18 ans au noviciat des Jésuites (6 aout 1627), à Vilnius. Ordonné prêtre en 1636 ou 1637 il fit de brillantes études de philosophie et théologie (qu'il enseigna à Vilnius) et représenta la province de Lituanie à la Congrégation des Procureurs (Rome) en 1655. De 1662 à 1666 il fut supérieur de la maison professe de Vilnius. Le père Kojałowicz est surtout connu comme historien. Outre son Historiae Lituanae - la plus connue - il laissa une quarantaine d'œuvres dont plusieurs sont à l'état de manuscrits.  

## Œuvres

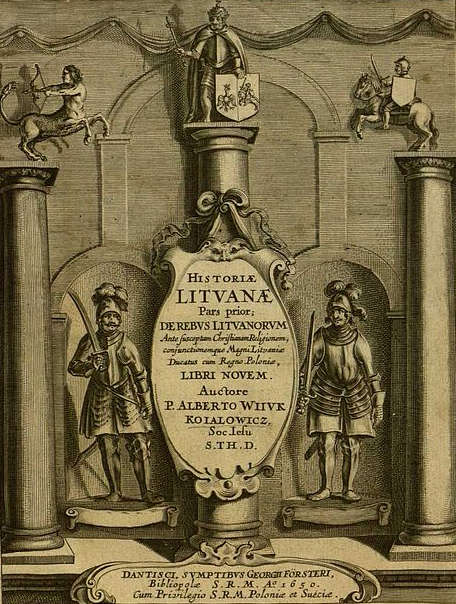
Historiæ Lituanæ pars prior, Dantzig, 1650

### Œuvre principale
- Historiæ Lituanæ pars prior, Dantzig, 1650, in-4° ; Historiæ Lithuanæ pars posterior, Anvers, 1669, in-4°. Ces deux ouvrages sont ceux qui ont établi la réputation de Kojałowicz. Le premier, qui traite de la Lituanie, avant que ses habitants eussent embrassé la religion chrétienne, et avant que le Grand-duché fût réuni à la Pologne, est divisé en neuf livres ; dans le premier l’auteur discute l’origine des Lituaniens, leurs rapports avec les Alains, les Huns, les Hérules et les autres peuples barbares qui sortent du Nord pour se jeter sur l’Empire romain : dans le second, il parle de l’arrivée d’une colonie qui, venue d’Italie, alla s’établir sur les bords du Niémen ; il place ces événements vers l’an 900. De là il suit l’histoire de Lituanie jusqu’à 1387, où Ladislas II Jagellon, devenu roi de Pologne, revient en Lituanie pour y établir la religion chrétienne, qu’il venait d’embrasser. Dans la seconde partie, Kojałowicz expose en huit livres l’histoire des Lituaniens, depuis leur conversion au christianisme et leur réunion avec la Pologne, jusqu’à l’année 1572, qui est celle de la mort du roi Sigismond II Auguste. Kojałowicz a corrigé les erreurs dans lesquelles Stryikowski, le premier historien de Lituanie, était tombé.

### Autres
- De rebus gestis, anno 1648 et sequenti, contra Cosacos Zaporovios rebelles, Vilnius, 1751, in-4° ;
- Annales de Tacite, en polonais ; publiées par Tadeusz Mostowski, d’après un manuscrit qu’avait M. Chreptowicz, chancelier de Lituanie, Varsovie, 1803, in-8°. Ce volume fait partie du Choix d’auteurs polonais, en 26 volumes in-8°.
- Vita Ven. P. Lancicii, Prague , 1690, in-12 ;
- Elogia imperatorum ex Austriaca familia, Vilnius, 1659 ;
- Annus sæcularis primus societatis Jesu, Wilna, 1640, in-4° ;
- Compendium ethicæ aristotelicæ, ibid., 1645, in-4° ;
- Fastes de la maison de Radzivill, en polonais, Vilnius, 1653, in-4° ;
- quelques ouvrages sur la théorie et sur la philosophie.